# Krasn'ij Prospekt
Krasn'ij Prospekt (in russo Красный проспект?) è una stazione della Linea Leninskaja, la linea 1 della Metropolitana di Novosibirsk. È stata inaugurata il 7 gennaio 1986.
È possibile l'interscambio con la Linea Dzeržinskaja attraverso la stazione di Sibirskaja.